# Slag bij Malojaroslavets

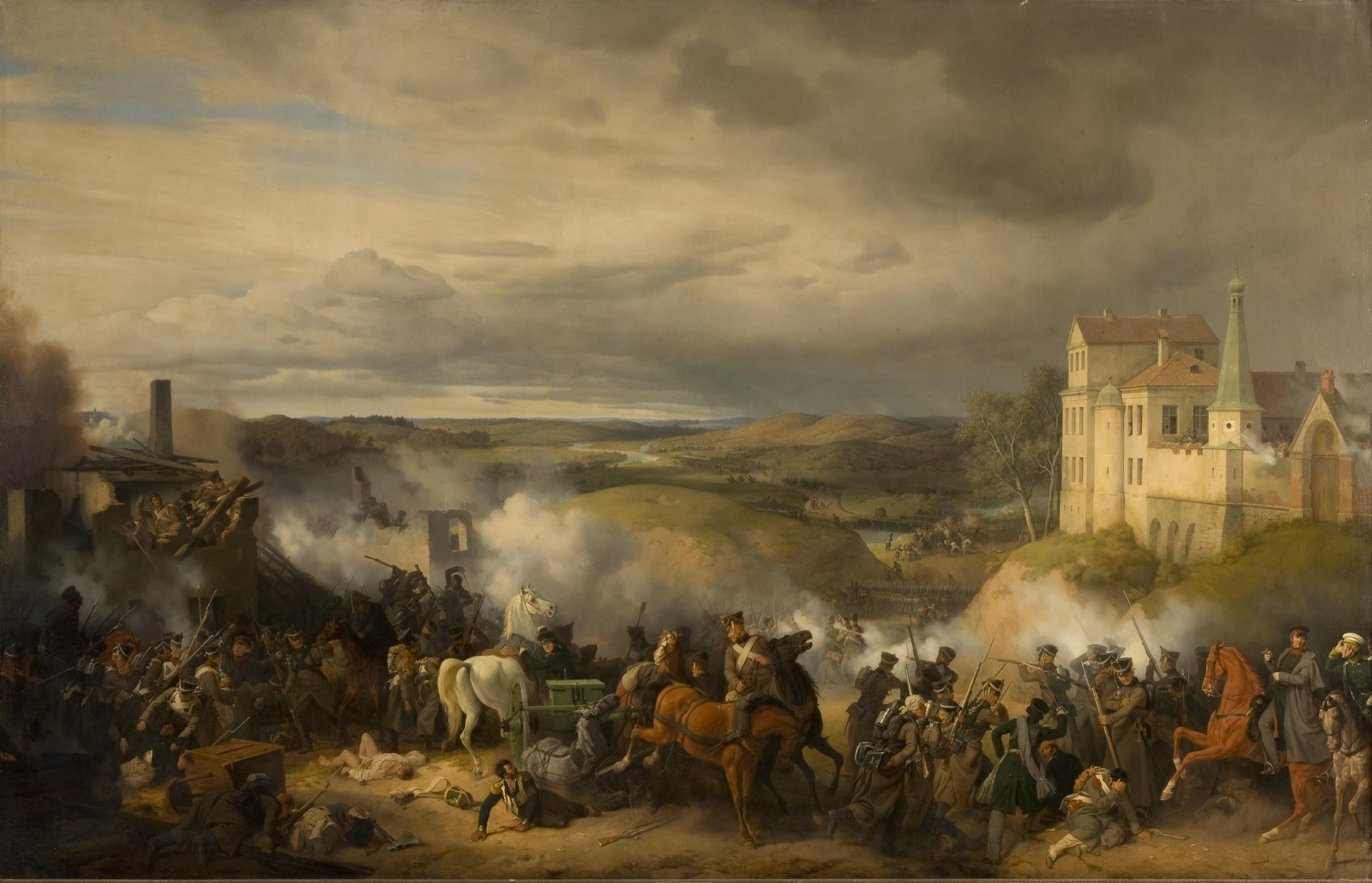
Schilderij van de slag

De Slag bij Malojaroslavets was een veldslag in de Veldtocht van Napoleon in Rusland uitgevochten in Centraal-Rusland tussen het keizerrijk Frankrijk en het keizerrijk Rusland op 24 oktober 1812. De voorhoede van het Franse Grande Armée telde 15.000 man onder bevel van Eugène de Beauharnais tegenover 20.000 in het Russische leger onder Dimitri Dokhtourov.
Het doel van de Franse keizer Napoleon was om, nadat hij Moskou had moeten opgeven, zuidwaarts te trekken naar Kaloega, deze stad te veroveren en van daaruit naar Smolensk te gaan om daar te overwinteren. Het Russische opperbevel kreeg lucht van de Franse plannen en zond een leger naar Malojaroslavets om de Fransen tegen te houden. De slag die volgde was uiterst fel en Malojaroslavets ging vijf keer van hand in hand over. Uiteindelijk wonnen de Fransen de slag, maar hun doel om Kaloega in te nemen was nu uitgesloten. De Russen hielden Malojaroslavets vanuit het zuiden half omsingeld, zodat er voor de Fransen alleen nog de weg aan de westkant, naar Smolensk, overbleef.
Het Russische leger verloor 6-7.000 man, het Franse leger 4-5.000.